# الحرب البيزنطية البلغارية 913-927
اندلعت الحرب البيزنطية البلغارية 913-927 (بالبلغارية: Българо–византийска война от 913–927)‏ بين الإمبراطورية البلغارية والإمبراطورية البيزنطية لأكثر من عقد من الزمان. على الرغم من أن سبب الحرب كان قرار الإمبراطور البيزنطي ألكساندر بالتوقف عن دفع الجزية السنوية لبلغاريا، إلا أن التحرك العسكرية والأيديولوجية كان من قبل سيميون الأول ملك بلغاريا، الذي طالب بالاعتراف به كقيصر وأوضح أنه لا يهدف لاحتلال القسطنطينية فقط، بل بقية الإمبراطورية البيزنطية كذلك.
في عام 917، أنزل الجيش البلغاري هزيمة ساحقة للبيزنطيين في معركة أخيلوس، ما أدى إلى التفوق العسكري الكامل لبلغاريا في البلقان. هزم البلغار مرة أخرى البيزنطيين في معركة كاتاسرتاي عام 917، ومعركة بيجيه عام 921، ومعركة القسطنطينية عام 922. كما استولى البلغار على مدينة أدريانوبل المهمة في تراقيا واستولوا على عاصمة ثيمة هيلاس، طيبة، في أقصى جنوب اليونان. بعد كارثة أخيلوس، حرضت الدبلوماسية البيزنطية إمارة صربيا على الهجوم على بلغاريا من الغرب، ولكن صُد هذا الهجوم بسهولة. في عام 924، نصب الصرب كمينًا وهزموا جيشًا بلغاريًا صغيرًا في طريقه إلى صربيا، ما أدى للقيام بحملة انتقامية كبيرة انتهت بضم بلغاريا لصربيا في نهاية ذلك العام.
كان سيميون مدركًا أنه بحاجة إلى دعم بحري لغزو القسطنطينية، وفي عام 922 أرسل مبعوثين إلى الخليفة الفاطمي عبيد الله المهدي بالله في المهدية للتفاوض مع البحرية العربية القوية. وافق الخليفة على إرسال ممثليه الخاصين إلى بلغاريا لترتيب تحالف ولكن قُبض على مبعوثيه في الطريق من قبل البيزنطيين بالقرب من ساحل كالابريا. تمكن الإمبراطور رومانوس الأول ليكابينوس من تجنب التحالف العربي البلغاري بإغراق العرب بهدايا سخية. بحلول وقت وفاته في مايو عام 927، سيطر سيميون على جميع الممتلكات البيزنطية تقريبًا في البلقان، لكن بقيت القسطنطينية بعيدة عن متناوله.
في عام 927، أُنهك كلا البلدين بسبب الجهود العسكرية الهائلة التي تسببت في خسائر فادحة في السكان والاقتصاد. تفاوض خليفة سيميون بيتار الأول على معاهدة سلام. وافق البيزنطيون على الاعتراف به كإمبراطور لبلغاريا والكنيسة البلغارية الأرثوذكسية كبطريركية مستقلة، كما وافقوا على دفع جزية سنوية. تعزز السلام بزواج بيتار وحفيدة رومانوس إيرين ليكابيني. بشرت هذه الاتفاقية بفترة 40 عامًا من العلاقات السلمية بين القوتين، فترة استقرار وازدهار لكل من بلغاريا والإمبراطورية البيزنطية.

## تمهيد

### الخلفية السياسية
في السنوات الأولى بعد اعتلائه العرش في 893، استطاع سيميون الأول الدفاع بنجاح عن مصالح بلغاريا التجارية، استحوذ على الأراضي بين البحر الأسود وجبال سترانجا، وفرض جزية سنوية على الإمبراطورية البيزنطية نتيجة للحرب البيزنطية-البلغارية 894-896. أكدت نتيجة الحرب الهيمنة البلغارية في البلقان، لكن أراد سيميون الأول تعزيز قاعدته السياسية، والثقافية، والأيديولوجية من أجل تحقيق هدفه النهائي المتمثل في المطالبة بلقب إمبراطور لنفسه والحصول في النهاية على عرش القسطنطينية. نفذ برنامج بناء في العاصمة الجديدة لبلغاريا، بريسلاف، بحيث تنافس المدينة روعة العاصمة البيزنطية. واصل سيميون الأول سياسة والده بوريس الأول (حكم 852-889) لتأسيس ونشر الثقافة البلغارية، وتحويل البلاد إلى مركز أدبي وروحي لأوروبا السلافية. أسس بوريس الأول بريسلاف والمدارس الأدبية، وبلغت أوجها في أثناء حكم خليفته. وبحلول ذلك الوقت اختُرعت الأبجدية الكريلية، من قبل الباحث البلغاري كليمنت الأوخريدي.
كشف الدمار المجري للمناطق الشمالية الشرقية للبلاد خلال حرب 894-896 ضعف حدود بلغاريا للتدخل الأجنبي تحت تأثير الدبلوماسية البيزنطية. بمجرد توقيع اتفاقية السلام مع بيزنطة، سعى سيميون الأول تأمين المواقع البلغارية في غرب البلقان. بعد وفاة الأمير الصربي موتيمير (حكم من 850 إلى 891)، تنازع عدد من أفراد الأسرة الحاكمة على عرش إمارة صربيا حتى نصب بيتار جوينكوفيتش نفسه أميرًا في عام 892. في عام 897 وافق سيميون على الاعتراف ببيتار ووضعه تحت حمايته، ما أدى إلى فترة عشرين عامًا من السلام والاستقرار في الغرب. ومع ذلك، لم يكن بيتار راضيًا عن موقعه التابع وسعى إلى إيجاد طرق لتحقيق الاستقلال.
اعتبر سيميون الأول الوضع الداخلي للإمبراطورية البيزنطية في بداية القرن العاشر علامة على الضعف. كان هناك محاولة لقتل الإمبراطور ليو السادس الحكيم (حكم 886-912) في عام 903 وتمرد قائد الجيش الشرقي أندرونيكوس دوكاس في عام 905. تدهور الوضع أكثر حيث دخل الإمبراطور في عداء مع بطريرك القسطنطينية المسكوني نقولا ميستيكوس بسبب زواجه الرابع، لعشيقته زوي كربوسينا. في عام 907، أُطيح بالبطريرك ليو السادس.

### أزمة عام 904
في بداية القرن العاشر، أكمل العرب غزو صقلية ومن عام 902 بدأوا في مهاجمة السفن والمدن البيزنطية في بحر إيجه. في عام 904، نهبوا ثِسالونكيا، ثاني أكبر مدينة في الإمبراطورية، وأسروا 22000 أسيرًا وتركوا المدينة فارغة تقريبًا. قرر سيميون الأول استغلال هذه الفرصة، وظهر الجيش البلغاري بالقرب من المدينة المهجورة. من خلال تأمين واستقرار ثِسالونكيا، اكتسب البلغار ميناءًا مهمًا على بحر إيجه وكانوا سيعززون سيطرتهم على غرب البلقان، ما يخلق تهديدًا دائمًا للقسطنطينية. وإدراكًا منهم للخطر، أرسل البيزنطيون الدبلوماسي المخضرم ليو شوروسفاكتس للتفاوض على حل. لم يُعرف مسار المفاوضات، لكن في رسالة نجت إلى الإمبراطور ليو السادس الحكيم، تفاخر شوروسفاكتس بأنه «أقنع» البلغار بعدم الاستيلاء على المدينة لكنه لم يذكر المزيد من التفاصيل. ومع ذلك، عُثر على نقش بالقرب من قرية ناراش يشهد أنه منذ عام 904، كانت الحدود بين البلدين تسير فقط 20 كيلومترًا (12 ميلًا) شمال ثِسالونكيا. نتيجة للمفاوضات، ضمنت بلغاريا المكاسب الإقليمية في مقدونيا في عهد خان بريسيان الأول (حكم 836-852) ووسعت أراضيها جنوبًا، واستولت على معظم المنطقة. يمتد الجزء الغربي من الحدود البيزنطية البلغارية من جبل فالاكرو عبر بلدة سيرس التي تقع على الجانب البيزنطي، ثم تتجه إلى الجنوب الغربي إلى ناراش، وعبر نهر فاردار عند قرية إكسوري، وتعبر من خلال جبل بايكو، وتمر شرق إذيسا من خلال فيرميو وجبال أسكيو، عبر نهر هالياكمون جنوب بلدة كاستوريا، التي تقع في بلغاريا، وتمتد عبر جبال غراموس، ثم تبع نهر آوس حتى التقاءه مع نهر درينو، وأخيرًا تتجه غربًا، وتصل إلى البحر الأدرياتيكي في بلدة هيمارا.